# Act I Tour
 (juillet 2011).
Si vous disposez d'ouvrages ou d'articles de référence ou si vous connaissez des sites web de qualité traitant du thème abordé ici, merci de compléter l'article en donnant les références utiles à sa vérifiabilité et en les liant à la section « Notes et références ».
Tournées par Prince
Diamonds and Pearls Tour
(1991) Act II Tour
(1993)
Act I Tour est une tournée de Prince faisant la promotion de son album Love Symbol, sorti un an auparavant. Prince n'avait plus fait le tour des États-Unis depuis cinq ans.

## Histoire
Cette tournée a donc lieu après la sortie de l'album "Symbol", et peu avant l'annonce de Prince de se retirer de l'industrie musicale. 
C'est la première partie de la Tournée que Prince fera pour la promotion des chansons de l'album Love Symbol et de celle de l'album fait avec The New Power Generation Goldnigga. Ce sera la dernière Tournée de Prince avant qu'il ne change de nom. 
Les shows furent le plus souvent donnés dans des salles de taille moyenne, principalement d'une capacité de 4 000 à 6 000 personnes. Prince voulait que les salles soient sold-out, et n'a pas voulu prendre de risque pour sa première vraie tournée américaine depuis cinq ans.
Le show de comporte deux parties, exactement comme pour la tournée "Lovesexy". Dans la première partie sont joués les titres de l'album "Symbol", avec une mise en scène très élaborée. La seconde partie est celle ou sont joués les principaux hits.
Le show présente en gros l'histoire que l'on retrouve dans la cassette vidéo "3 Chains O'Gold", mais d'une façon beaucoup plus théâtrale. Le décor fait un peu mille et une nuits, avec le rideau d'étoiles de la tournée "Diamonds And Pearls", qui sera réutilisé sur plusieurs tours ensuite. Les musiciens sont relégués sur les côtés de la scène, laissant à Prince, Mayte et les Game Boyz de larges espaces pour danser et s'exprimer sur scène.

## Groupe
- Prince — Chant, Guitare et Piano
- Levi Seacer, Jr. — Chant et Guitare
- Sonny T. — Chant, Basse et Guitare
- Morris Hayes — Chant, Clavier et Orgue
- Tommy Barbarella — Clavier
- Michael Bland — Batterie et Percussions
- Tony M. — Chanteur de Rap et Danseur
- Kirky J. et Damon Dickson — Chant et Danse
- The NPG Hornz — Dance
- Mayte — Dance

Les membres de la New Power Generation ont été presque les mêmes que pendant le Diamonds and Pearls Tour. Rosies Gaines, qui exigeait qu'un album solo sorte à son nom a été remplacée par Morris Hayes qui est restée avec Prince jusqu'à la fin. La danseuse Mayte devenu la femme de Prince a reçu un rôle plus important pour la tournée.

## Liste des chansons
1. Intro
2. "My Name Is Prince"
3. "Sexy M.F."
4. "Damn U"
5. "The Max"
6. "The Morning Papers"
7. "Peach"
8. "Blue Light"
9. "The Continental" / "Get On Up" / "Everybody Get On Up"
10. "The Flow"
11. "Johnny"
12. "Love 2 the 9's" / "Sweet Baby"
13. "And God Created Woman"
14. "3 Chains O' Gold"
15. Egyptian Intro
16. "7"
17. "Let's Go Crazy"
18. "Kiss"
19. "Irresistible Bitch"
20. "She's Always in My Hair"
21. "Insatiable"
22. "Scandalous!
23. "Gett Off" / "Goldnigga"
24. "Cream"
25. "Purple Rain"
26. "Partyman"
27. "1999"
28. "Baby I'm a Star"
29. "Push"

## Date de la Tournée
| #  | Date            | Ville           | Pays       | Salle                         | Audience |
| -- | --------------- | --------------- | ---------- | ----------------------------- | -------- |
| 1  | 18 février 1993 | Minneapolis     | États-Unis | Glam Slam                     | 1 500    |
| 2  | 26 février 1993 | Los Angeles     | États-Unis | Glam Slam                     | 1 500    |
| 3  | 8 mars 1993     | Fort Lauderdale | États-Unis | Sunrise Musical Theater       | 4 084    |
| 4  | 9 mars 1993     | Fort Lauderdale | États-Unis | Sunrise Musical Theater       | 4 084    |
| 5  | 11 mars 1993    | Atlanta         | États-Unis | Fox Theatre                   | 4 200    |
| 6  | 12 mars 1993    | Atlanta         | États-Unis | Fox Theatre                   | 4 200    |
| 7  | 12 mars 1993    | Atlanta         | États-Unis | Turtle Rhythm & Views         | 150      |
| 8  | 15 mars 1993    | Fairfax         | États-Unis | Patriot Center                | 5 278    |
| 9  | 16 mars 1993    | Fairfax         | États-Unis | Patriot Center                | 5 278    |
| 10 | 17 mars 1993    | Washington      | États-Unis | Warner Theater                | 2 000    |
| 11 | 19 mars 1993    | Richmond        | États-Unis | The Mosque                    | 3 667    |
| 12 | 21 mars 1993    | Worcester       | États-Unis | Worcester Memorial Auditorium | 3 800    |
| 13 | 22 mars 1993    | Worcester       | États-Unis | Worcester Memorial Auditorium | 3 800    |
| 14 | 24 mars 1993    | New York        | États-Unis | Radio City Music Hall         | 5 730    |
| 15 | 25 mars 1993    | New York        | États-Unis | Radio City Music Hall         | 5 730    |
| 16 | 26 mars 1993    | New York        | États-Unis | Radio City Music Hall         | 5 730    |
| 17 | 27 mars 1993    | New York        | États-Unis | Club USA                      | 250      |
| 18 | 27 mars 1993    | New York        | États-Unis | Apollo Theater                | 1 750    |
| 19 | 29 mars 1993    | Montréal        | Canada     | The Forum                     | 12 000   |
| 20 | 30 mars 1993    | Toronto         | Canada     | Maple Leaf Gardens            | 12 730   |
| 21 | 1er avril 1993  | Detroit         | États-Unis | Fox Theater                   | 4 000    |
| 22 | 2 avril 1993    | Detroit         | États-Unis | Fox Theater                   | 4 000    |
| 23 | 4 avril 1993    | Chicago         | États-Unis | Chicago Theater               | 3 478    |
| 24 | 5 avril 1993    | Chicago         | États-Unis | Chicago Theater               | 3 478    |
| 25 | 6 avril 1993    | Chicago         | États-Unis | Chicago Theater               | 3 478    |
| 26 | 6 avril 1993    | Chicago         | États-Unis | Cabaret Metro                 | 1 100    |
| 27 | 10 avril 1993   | San Francisco   | États-Unis | Bill Graham Civic Auditorium  | 6 359    |
| 28 | 11 avril 1993   | San Francisco   | États-Unis | Bill Graham Civic Auditorium  | 6 359    |
| 29 | 12 avril 1993   | San Francisco   | États-Unis | DNA Lounge                    | 800      |
| 30 | 15 avril 1993   | Los Angeles     | États-Unis | Universal Amphitheater        | 6 189    |
| 31 | 16 avril 1993   | Los Angeles     | États-Unis | Universal Amphitheater        | 6 189    |
| 32 | 17 avril 1993   | Los Angeles     | États-Unis | Universal Amphitheater        | 6 189    |
| 33 | 17 avril 1993   | Los Angeles     | États-Unis | Glam Slam West                | 1 500    |
| 34 | 14 juin 1993    | Chanhassen      | États-Unis | Paisley Park                  | 1 000    |
| 35 | 17 juin 1993    | Chanhassen      | États-Unis | Paisley Park                  | 1 000    |
| 36 | 30 juin 1993    | Chanhassen      | États-Unis | Paisley Park                  | 1 000    |
| 37 | 8 juillet 1993  | Chanhassen      | États-Unis | Paisley Park                  | 1 000    |
| 38 | 10 juillet 1993 | Chanhassen      | États-Unis | Paisley Park                  | 1 000    |
| 39 | 12 juillet 1993 | Chanhassen      | États-Unis | Paisley Park                  | 1 000    |